# Veevers (krater)
Veevers – krater uderzeniowy w Australii Zachodniej. Skały krateru są widoczne na powierzchni ziemi.
Krater znajduje się na pustynnej równinie pomiędzy Pustynią Gibsona a Wielką Pustynią Piaszczystą. Został odkryty podczas badań terenowych w 1975 roku, nazwano go od nazwiska geologa Johna Veeversa, który prowadził badania na tym obszarze. W 1984 Eugene i Carolyn Shoemaker odnaleźli fragmenty meteorytów, potwierdzając postulowane wcześniej impaktowe pochodzenie tej struktury.
Jest to młody krater o średnicy 75 m i głębokości 7 m, ma kształt symetrycznej misy i obrzeże wznoszące się ok. 1,5 m nad otaczającą równinę. Pustynne środowisko przyczyniło się do jego dobrego zachowania. Powstał na skutek uderzenia meteoroidu żelaznego zaliczonego do rzadkiej klasy IIAB, nie dawniej niż milion lat temu, zapewne zaledwie 4000 lat temu.